# Ołeksandr Hodyniuk
Ołeksandr Ołehowycz Hodyniuk, ukr. Олександр Олегович Годинюк, ros. Александр Олегович Годынюк – Aleksandr Olegowicz Godyniuk (ur. 27 stycznia 1970 w Kijowie) – ukraiński hokeista, reprezentant Ukrainy. Trener hokejowy.

## Kariera zawodnicza
- Sokił Kijów (1986–1990)
- SzWSM Kijów (1986–1989)
- Toronto Maple Leafs (1990–1991)
- Newmarket Saints (1991)
- Toronto Maple Leafs (1991–1992)
- Calgary Flames (1991–1992)
- Salt Lake Golden Eagles (1991–1992)
- Calgary Flames (1992–1993)
- Florida Panthers (1993–1994)
- Hartford Whalers (1993–1995)
- Springfield Falcons (1995–1996)
- Detroit Vipers (1995–1996)
- Minnesota Moose (1995–1996)
- Hartford Whalers (1996–1997)
- Chicago Wolves (1997–1998)
- SC Bern (1998–1999)
- Eisbären Berlin (1999–2001)

Wychowanek Sokiłu Kijów. W 1990 był draftowany do NHL z 115 miejsca przez Toronto Maple Leafs. W tych rozgrywkach rozegrał siedem sezonów, a ponadto w USA grał także w lidze IHL. Po powrocie do Europy w 1998 dwa lata grał w szwajcarskiej NLA i rok w niemieckiej DEL, po czym zakończył karierę w 2001.
W wieku juniorskim reprezentował ZSRR uczestnicząc w turniejach mistrzostw Europy juniorów do lat 18 edycji 1987, 1988 oraz mistrzostw świata juniorów do lat 20 edycji 1989, 1990. Pod koniec kariery został reprezentantem Ukrainy, w barwach której brał udział w turnieju mistrzostw świata edycji 1999.

## Kariera trenerska
- Greensboro Generals (2001-2002), asystent do lutego 2002, następnie główny trener
- Reprezentacja Ukrainy do lat 18 (2009-2012), główny trener
- Reprezentacja Ukrainy do lat 20 (2011-2014), główny trener
- Sokił Kijów (2011-2013), główny trener
- Mołoda Hwardija Donieck (2013-2014), główny trener
- Reprezentacja Ukrainy (2014-2015), główny trener
- Sokoł Krasnojarsk (2015), główny trener
- Vegas Golden Knights (2018-), skaut

Po zakończeniu kariery został trenerem. Początkowo pracował w USA. Po powrocie na Ukrainę był szkoleniowcem reprezentacji kraju do lat 18, następnie równolegle do lat 20. Zespół do lat 18 prowadził na turniejach mistrzostw świata juniorów do lat 18 edycji 2010, 2011, 2012, a kadrę do lat 20 w turniejach mistrzostw świata juniorów do lat 20 edycji 2012, 2013, 2014. Od 2011 do 2013 trenował Sokił Kijów. W 2013 został szkoleniowcem zespołu juniorskiego Mołoda Hwardija, stanowiącego zaplecze klubu Donbas Donieck w rosyjskich rozgrywkach juniorskich MHL (jego asystentem był Ihor Czybiriew). Podczas turnieju mistrzostw świata seniorów 2014 był asystentem głównego trenera, a w sierpniu 2014 został głównym trenerem reprezentacji seniorskiej Ukrainy. Prowadził kadrę na turniejach mistrzostw świata edycji 2015 (Dywizja IA). Po degradacji Ukrainy do Dywizji IB w 2015 odszedł z funkcji I trenera w maju 2015 (wraz z asystentem Ihorem Czybiriewem). Obaj zostali wówczas trenerami rosyjskiego klubu Sokoł Krasnojarsk. Pod koniec listopada 2015 został zwolniony ze stanowiska. Pod koniec 2015 podjął pracę w sztabie kadry Ukrainy do lat 20. W turnieju MŚ seniorów edycji 2016 był menedżerem generalnym.

## Sukcesy
Reprezentacyjne zawodnicze
- Brązowy medal mistrzostw Europy juniorów do lat 18: 1987, 1988 z ZSRR
- Złoty medal mistrzostw świata juniorów do lat 20: 1989 z ZSRR
- Srebrny medal mistrzostw świata juniorów do lat 20: 1990 z ZSRR

Klubowe zawodnicze
- Puchar Tatrzański: 1989 z Sokiłem Kijów
- Mistrzostwo dywizji IHL: 1998 z Chicago Wolves
- Mistrzostwo konferencji IHL: 1998 z Chicago Wolves
- Puchar Turnera - mistrzostwo IHL: 1998 z Chicago Wolves

Indywidualne zawodnicze
- Mistrzostwa Europy juniorów do lat 18 w hokeju na lodzie 1987:
  - Najlepszy obrońca turnieju[10]
- Mistrzostwa Świata Juniorów w Hokeju na Lodzie 1990:
  - Skład gwiazd turnieju
  - Najlepszy obrońca turnieju

Reprezentacyjne zawodnicze
- Awans do I Dywizji mistrzostw świata do lat 18: 2011 z Ukrainą
- Awans do I Dywizji mistrzostw świata do lat 20: 2012 z Ukrainą